# Raymond Servian
 (octobre 2021).
Raymond Servian est un sculpteur français, né à Marseille le 18 mai 1903, et mort dans la même ville en février 1953.

## Biographie

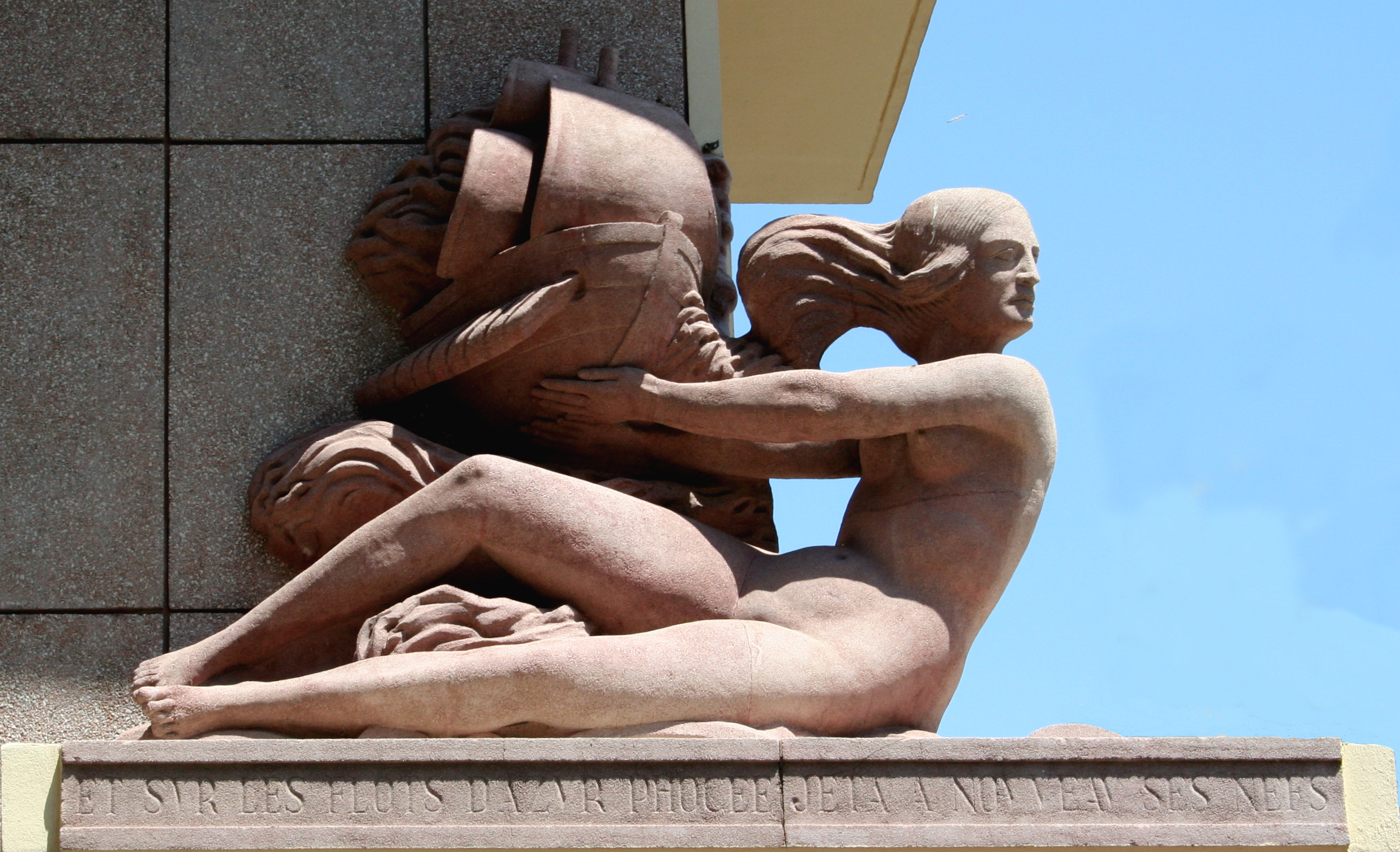
Amphitrite

Raymond Servian est le fils de Ferdinand Servian (1861-1934), critique et historien d'art, et membre de l'Académie de Marseille. Il est élève à l'École des beaux-arts de Marseille dans les ateliers d'Émile Aldebert et de Martin. Il est classé second derrière Antoine Sartorio pour le concours lancé pour la réalisation du Monument aux morts de l'Armée d'Orient et des terres lointaines.
En 1945, il réalise un profil monumental de la Vierge sculpté directement sur la roche à Rognes dans les Bouches-du-Rhône. Il effectue ensuite la statue de saint Augustin pour l'Église des Augustins de Marseille et Notre-Dame de la Victoire pour la Sainte-Baume afin de remplacer un bas-relief de Stanislas Clastrier fondu par les allemands en 1944.
Il est également l'auteur de la madone des pêcheurs de l'île de Bendor, et du monument Hommage à la police, place Winston-Churchill à Neuilly-sur-Seine. Il sculpte également le buste de Jules Cantini qui se trouve au musée Cantini à Marseille. Peu de temps avant sa mort, il réalise un haut-relief en pierre situé à l'angle de la rue Tasso et de l'avenue Saint-Jean à Marseille et représentant Amphitrite les jambes étendues dans les flots portant une nef.
Il élabore un projet pour la création d'un monument dédié à Gyptis et Protis, mais il meurt avant la réalisation de cette sculpture. Il faudra attendre 1987 pour que les blocs envoyés par la Grèce soient utilisés par les sculpteurs Jean Louis Boudet et Yann Liebard. Cette sculpture se trouve quai Marcel Pagnol à Marseille.

## Œuvres dans les collections publiques
- Bandol, île de Bendor : La Vierge, statue de pierre placée au sommet de l'île.
- Marseille
  - Église des Augustins-Saint Ferréol : Saint Augustin et Saint Ferréol
  - Bourse du travail : Le Conducteur de tracteur[7]
  - Immeuble à l'angle de la rue Tasso et de l'avenue Saint-Jean : Amphitrite.
- Morosaglia : Pascal Paoli, Statue en marbre blanc. Une épreuve en plâtre de cette statue se trouve au Musée Pascal-Paoli de cette commune[8].
- Neuilly-sur-Seine : Monument aux morts de la police[9]
- Rognes : Vierge Marie, profil monumental sculpté directement dans la roche[10]

Œuvres de Raymond Servian
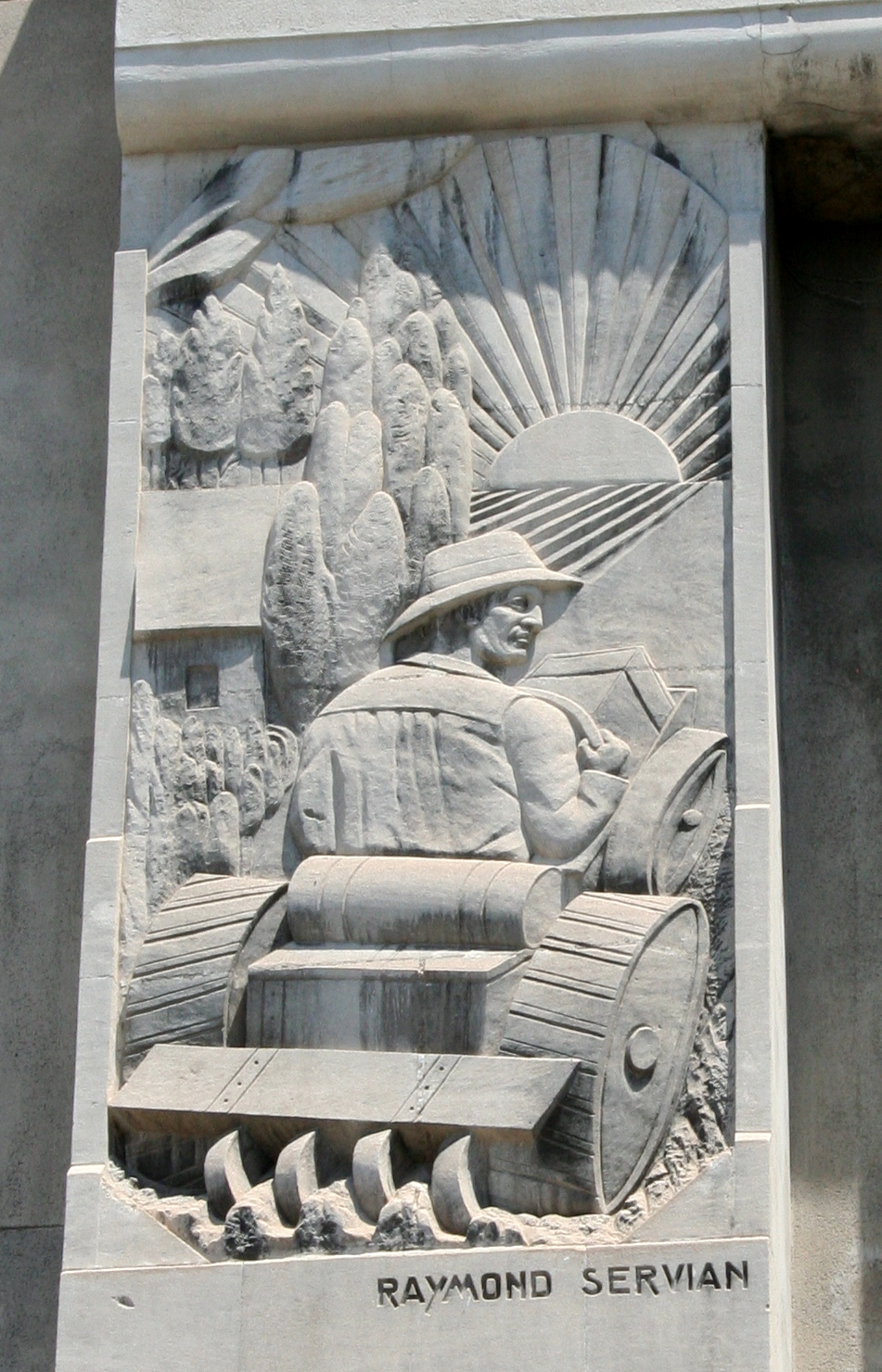
Le conducteur de tracteur, Bourse du travail, Marseille
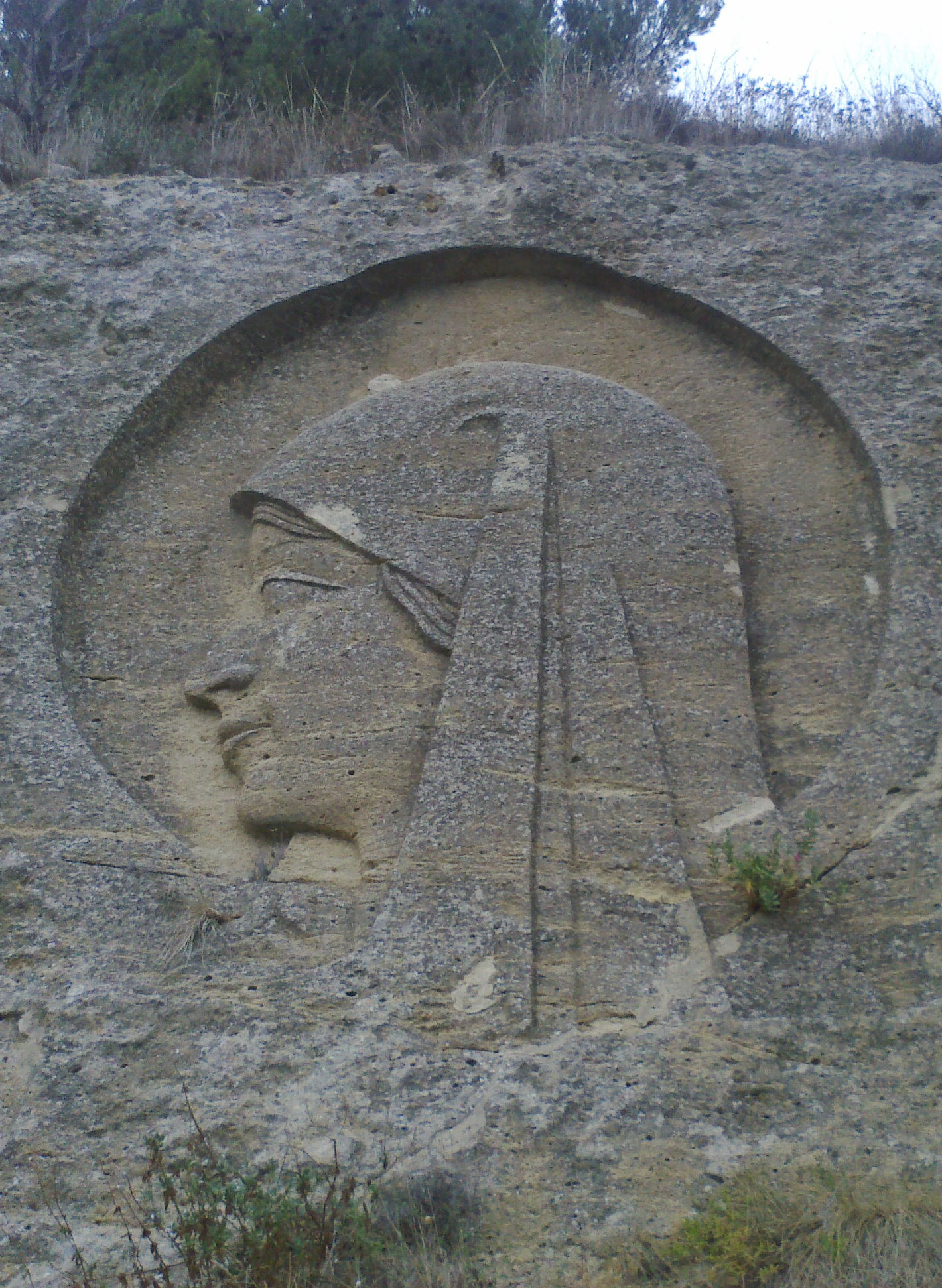
Vierge Marie, Rognes
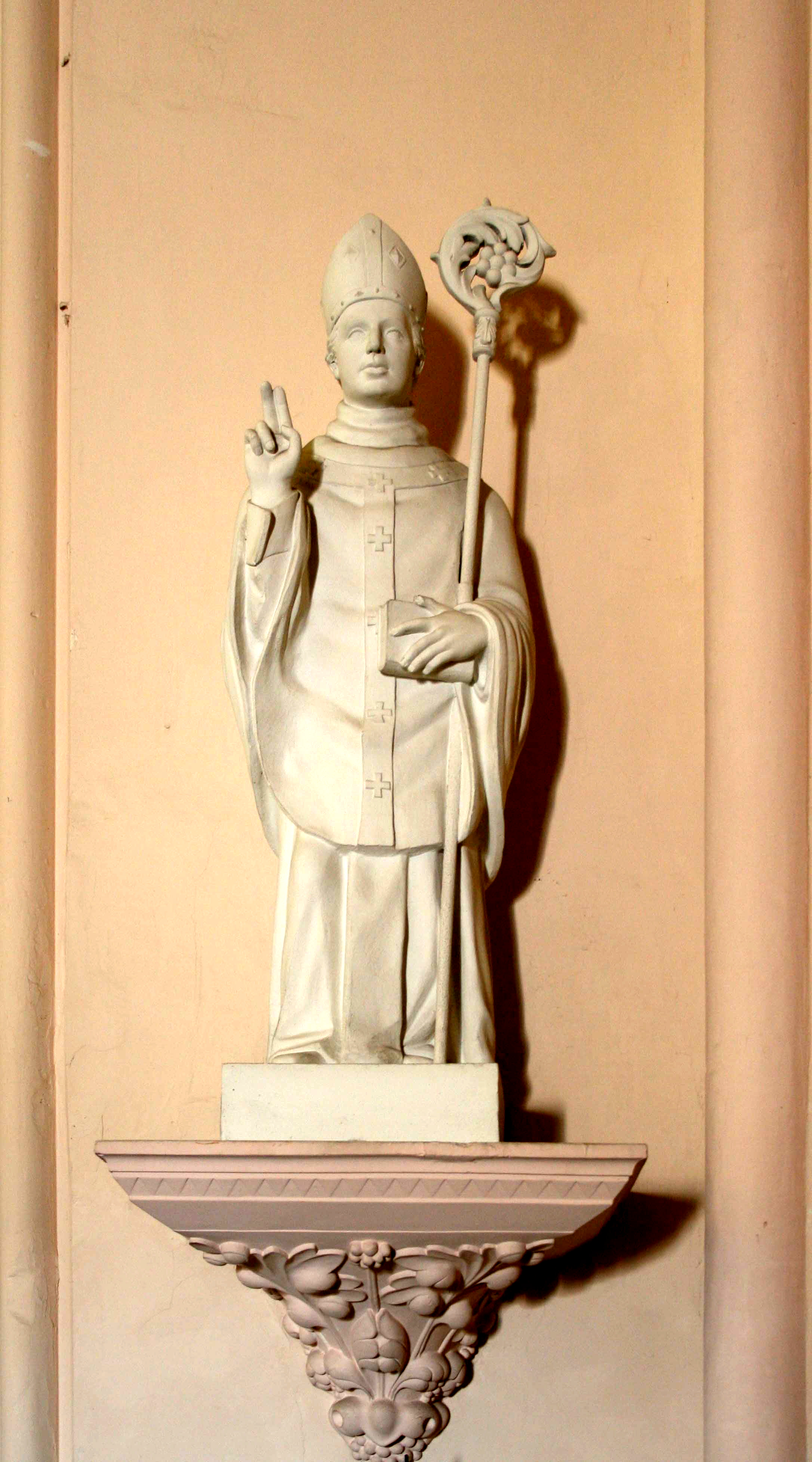
Saint Augustin, Marseille
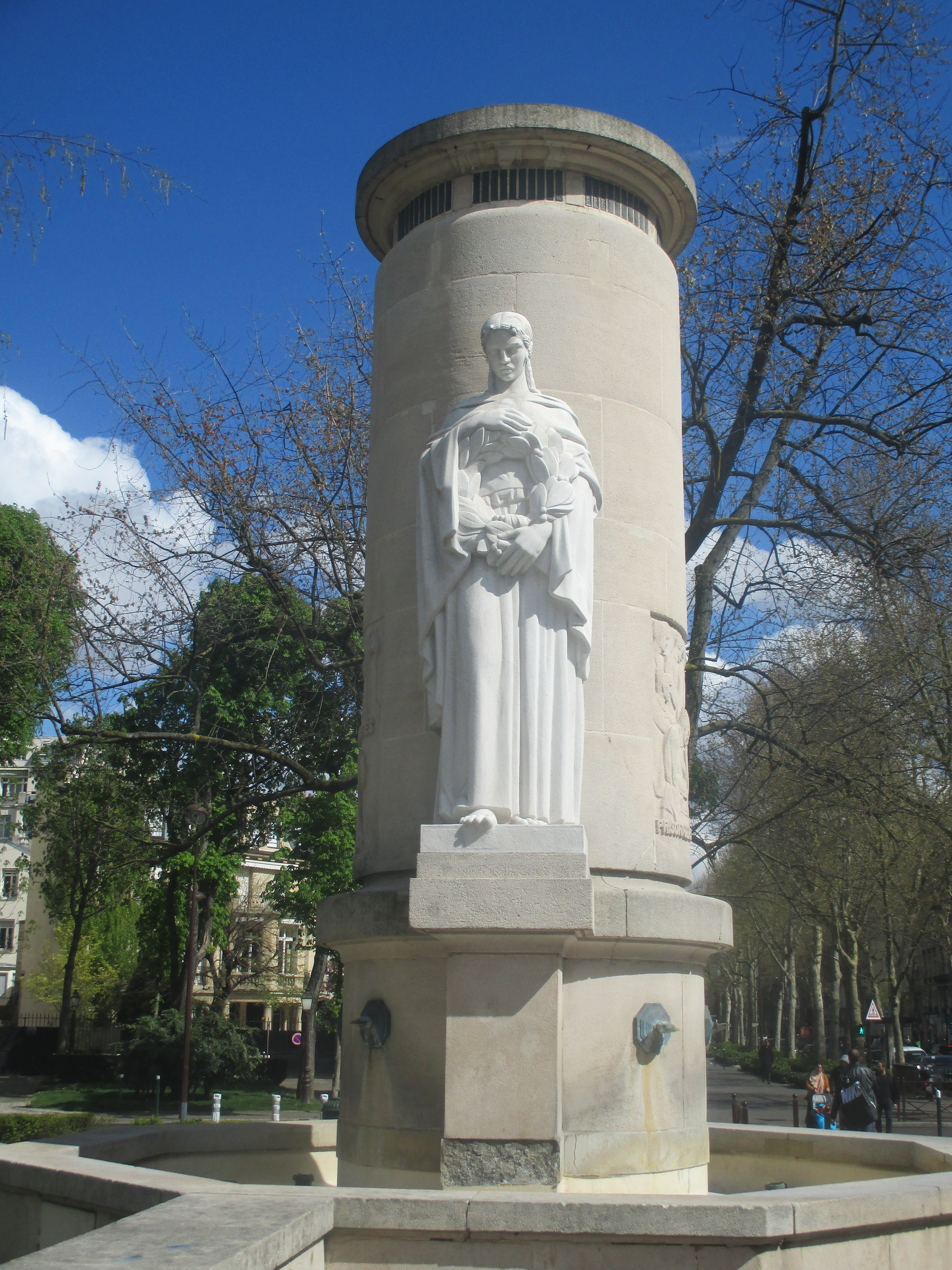
Monument aux morts de la police, Neuilly-sur-Seine